# Hanspeter Faas

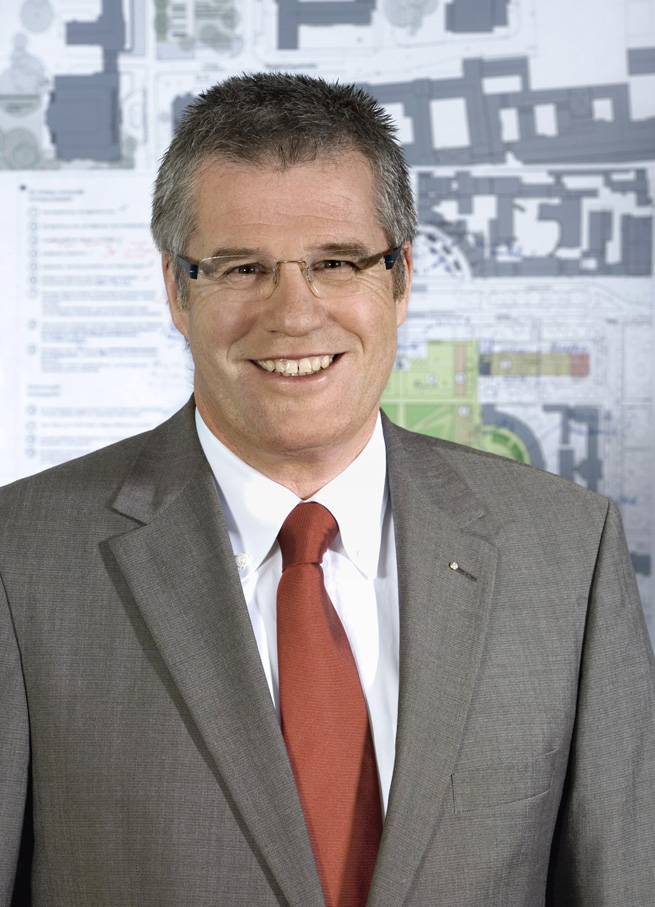
Hanspeter Faas, Geschäftsführer der Bundesgartenschau Koblenz 2011 und Heilbronn 2019

Hanspeter Faas (* 28. April 1954 in Lörrach) ist gelernter Gärtner und Diplom-Ingenieur für Gartenbau. Sein Tätigkeitsfeld sind Gartenschauen auf regionaler und bundesweiter Ebene.

## Werdegang
Nach seiner Ausbildung als Gärtner studierte Hanspeter Faas von 1975 bis 1978 an der Technischen Fachhochschule Berlin (Fachbereich Gartenbau und Landespflege) mit dem Abschluss als Diplom-Ingenieur. Danach war Faas im Gartenamt des Bezirksamtes Berlin-Zehlendorf tätig. 1980 begann er als Referent bei der neu gegründeten „Gesellschaft zur Förderung der Bayerischen Landesgartenschauen“ (FÖG) in München.
In den folgenden Jahren arbeitete Faas für die IGA 1983 in München sowie für die Gartenschauen in Würzburg 1990, Ingolstadt 1992, Hof 1994, Amberg 1996 und Memmingen 2000. Von 1984 bis 2005 fungierte Faas als Geschäftsführer der „Gesellschaft zur Förderung der Bayerischen Landesgartenschauen“. Von 1998 bis 2005 war Faas einer der beiden Geschäftsführer der Bundesgartenschau München 2005.
Seit 2006 war er als Geschäftsführer der Bundesgartenschau Koblenz 2011 GmbH für die Durchführung der Bundesgartenschau 2011 verantwortlich. Ab 2012 war er Geschäftsführer der Bundesgartenschau Heilbronn 2019 GmbH. Die Trägergesellschaft entwickelte und veranstaltete die Bundesgartenschau 2019 unter dem Aufsichtsratsvorsitz des Heilbronner Oberbürgermeisters Harry Mergel mit einem Volumen von insgesamt ca. 500 Millionen Euro.
Hanspeter Faas ist mit der Landschaftsarchitektin Claudia Knoll verheiratet, welche als Geschäftsführerin der Landesgartenschau Würzburg 2018 tätig war. Das Ehepaar lebt in Memmingen und hat zwei Töchter.